# Liber sine nomine

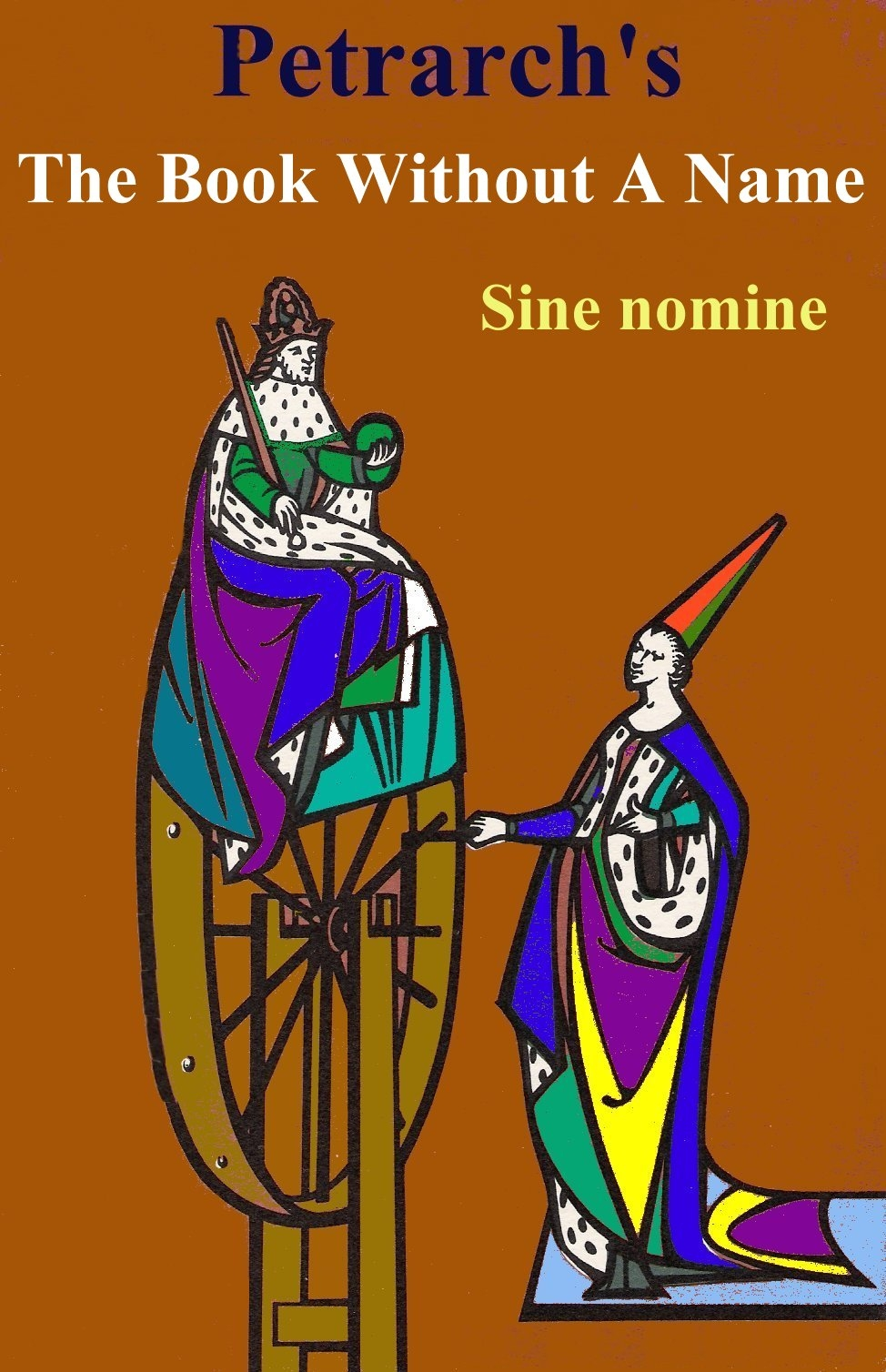
Livre sans titrecomposé de 19 lettres

Le Liber sine nomine (le livre sans nom) est un recueil de dix-neuf lettres écrites en latin par le poète humaniste italien du XIVe siècle Pétrarque. 

## Caractéristiques
Les lettres critiquent sévèrement la papauté d'Avignon dénonçant les manquements de l'Église et de la Curie, accusées d'avoir trahi leur origine, leur mission et l'esprit. Elles faisaient partie de la collection des Epistolae familiares (« Lettres à ses amis ») et étaient rassemblées dans un livre séparé. Cette façon de faire de Pétrarque permettait au cas où un lecteur aurait détruit ce recueil critique de sauvegarder, les autres lettres à ses amis pour la postérité.

## Correspondants
Ces lettres ont été envoyées à ses plus proches amis dont plusieurs sont des figures bien connues. Afin que leurs identités ne soient pas divulguées, il en a sélectionné 19 particulières dans un recueil et publié ce livre « sans nom » sur aucune lettre. 
Parmi ces personnalités se trouvent : 
- Philippe de Cabassolle, évêque de Cavaillon ;
- Cola di Rienzo, un dirigeant politique ;
- Francesco Nelli, secrétaire de l'évêque Angelo Acciaiuoli I (it) ;
- Nicola Capocci, cardinal ;
- Lapo da Castiglionchio, de Florence ;
- Rinaldo Cavalchini (it), le fils du notaire Oliviero ;
- Stefano Colonna le vieux, fils de Giovanni Colonna, une des plus importantes figures politiques de Rome et
- Ildebrandino Conti (it), évêque de Padoue.

À ces 19 lettres, il avait ajouté une annexe, un plaidoyer final afin ramener la papauté à Rome adressée à l'empereur Charles IV.